# Valentine Haussmann
Valentine Haussmann, née le 1er décembre 1843 à Bordeaux et morte le 3 avril 1901 à Arcachon, est la fille du baron Haussmann (1809-1891) et d'Octavie de Laharpe.

## Biographie
Elle épousa tout d'abord le 14 mars 1865 à Paris IVe Joseph, vicomte Pernety (1844-1920), un moment chef de cabinet de son père, préfet de la Seine, dont elle divorça à Paris le 21 juin 1883, puis s'allia à Hyères le 25 février 1891 à Georges Renouard (1843-1897), fils de Jules Renouard, libraire-éditeur bien connu, petit-fils d'Antoine-Augustin Renouard et cousin de Gabriel Richet. Ce second mariage resta sans postérité. Du premier était né un fils, mort sans descendance. 
Selon certains auteurs, Valentine Haussmann aurait été quelque temps, avant son premier mariage, l'une des nombreuses maîtresses de Napoléon III. On est allé jusqu'à faire d'elle la mère d'un personnage du nom de Jules Adrien Hadot (1865-1939), réputé fils naturel de l'Empereur. Mais aucun indice ne permet de le penser sérieusement.

### Descendance
De son premier mariage avec Joseph Pernety, elle eut un fils unique, Didier Pernety-Haussmann, né le 26 juillet 1867 à Boulogne-Billancourt et décédé en mer, lors du naufrage de son canot à moteur, à 42 ans, le 22 décembre 1909 à Nice, marié le 25 juin 1903 à Cannes avec Jeanne-Marie Compan, née le 10 septembre 1865 à Bordeaux et décédée le 12 février 1932 à Bordeaux, sans postérité.